# برج الدلو
برج الدلو هو البرج الحادي عشر من الأبراج الإثني عشر من دائرة البروج، أي قوس من دائرة مسار الشمس (رمزه). هو برج من الجهة الجنوبية للسماء. تمر الشمس من برج الدلو من 19 يناير الی 18 فبرایر. تكون الشمس في هذا البرج عند أواسط الشتاء. في الماضي البعید کانت كوكبة الدلو في هذا البرج ویسمی بالدلو ولكن الیوم أصبحت کوکبة الجدي فیه نتيجة لتقدم محور الأرض.